# Evolució dels preus de TMB
Les tarifes dels transports públics agrupats sota l'operadora Transports Metropolitans de Barcelona poden ser de dos tipus: integrades i no integrades.

## Tarifes integrades
Les tarifes integrades són aquelles que regeix l'Autoritat del Transport Metropolità i permeten la lliure circulació, mitjançant un únic pagament, per la xarxa que ofereix sempre que el temps de validació del tiquet no excedeixi un temps superior d'una hora i quinze minuts, i no es vagi més enllà de la zona (anella) pertinent. Per saber el cost d'aquestes tarifes cal veure l'evolució dels preus de l'ATM.

## Tarifes no integrades
Les tarifes no integrades es caracteritzen per funcionar independentment a la resta de la xarxa de transport públic. Així doncs, els preus del telefèric no correspondran amb els del bus urbà, de la mateixa manera que els del tramvia no ho faran amb els del bus turístic.

### Bitllet senzill
Els preus són per als ferrocarrils metropolitans de Barcelona i per als autobusos urbans de Barcelona, respectivament. Fins 1992, els preus eren diferents els dies laborables i els caps de setmana, festius i nocturn. Els preus de la línia 159 i del servei especial del futbol són restringits a 1 zona. A partir de 2016, es va crear el Bitllet aeroport que permet viatjar a les estacions d'"Aeroport T1" i "Aeroport T2" de la línia 9 del metro i com a complement pels usuaris de la T-Casual.
| Any  | Laborables      | Caps de setmana i nocturn | Línia 159 | SE Futbol | Aeroport |
| 1987 | 50pts (0'30 €)  | 55pts (0'33€)             |           |           | -        |
| 1989 | 60pts (0'36 €)  | 65pts (0'39 €)            |           |           | -        |
| 1990 | 65pts (0'39 €)  | 70pts (0'42 €)            |           |           | -        |
| 1991 | 75pts (0'45 €)  | 85pts (0'51 €)            |           |           | -        |
| 1992 | 90pts (0'54 €)  | 100pts (0'60 €)           |           |           | -        |
| 1993 | 115pts (0'69 €) | 115pts (0'69 €)           |           |           | -        |
| 1994 | 120pts (0'72 €) | 120pts (0'72 €)           |           |           | -        |
| 1995 | 125pts (0'75 €) | 125pts (0'75 €)           |           |           | -        |
| 1996 | 130pts (0'78 €) | 130pts (0'78 €)           |           |           | -        |
| 1997 | 135pts (0'81 €) | 135pts (0'81 €)           |           |           | -        |
| 1998 | 140pts (0'84 €) | 140pts (0'84 €)           |           |           | -        |
| 1999 | 145pts (0'87 €) | 145pts (0'87 €)           |           |           | -        |
| 2000 | 150pts (0'90 €) | 150pts (0'90 €)           |           |           | -        |
| 2006 | 1'20 €          | 1'20 €                    |           |           | -        |
| 2007 | 1'25 €          | 1'25 €                    | 0'80 €    | 1'95 €    | -        |
| 2008 | 1'30 €          | 1'30 €                    | 0'85 €    | 2'30 €    | -        |
| 2009 | 1'35 €          | 1'35 €                    |           |           | -        |
| 2017 | 2'15 €          | 2'15 €                    |           | 3 €       | 4'50 €   |

### Especial 1 Zona
Aquests títols donen peu a circular il·limitadament per tots els serveis de la xarxa de l'ATM que estan a la zona 1 durant els dies escollits.
| Any  | 2 Dies | 3 Dies  | 4 Dies  | 5 Dies  |
| 2007 | 9'60 € | 13'70 € | 17'50 € | 20'80 € |
| 2008 | 10 €   | 14'30 € | 18'30 € | 21'70 € |

### Bus turístic
El bus turístic té títols de transport propis unipersonals amb viatges il·limitats durant 1 o 2 dies. S'aplica un 10% de descompte als bitllets d'anada i tornada comprats on-line.
| Any         | 1 dia infantil    | 1 dia adult        | 1 dia sènior       | 2 dies infantil    | 2 dies adult       | 2 dies sènior      |
| 1997        | 1.000pts (6'01 €) | 1.400pts (8'41 €)  | 1.400pts (8'41 €)  | 1.800pts (10'82 €) | 1.800pts (10'82 €) | 1.800pts (10'82 €) |
| 1999        | 1.100pts (6'61 €) | 1.700pts (10'22 €) | 1.700pts (10'22 €) | -                  | 2.300pts (13'82 €) | 2.300pts (13'82 €) |
| 2008        | 12 €              | 20 €               | 20 €               | 16 €               | 26 €               | 26 €               |
| 2017        | 16 €              | 29 €               | 25 €               | 20 €               | 39 €               | 35 €               |
| 2021        | 16 €              | 30 €               | 25 €               | 21 €               | 40 €               | 35 €               |
| 2023 i 2024 | 18 €              | 33 €               | 28 €               | 23 €               | 44 €               | 39 €               |

### Hola BCN!
Els abonaments unipersonal d'Hola BCN! permeten viatges il·limitats durant 48h, 72h, 96h o 120h des del primer ús a metro, bus, FGC, Rodalies i Tram. La seva compra online té un 10% de descompte del preu.
| Any  | 48h     | 72h     | 96h     | 120h    |
| 2017 | 14'50 € | 21'20 € | 27'50 € | 33'70 € |

### Tramvia Blau
El tramvia Blau té títols de transport propis. Des del 29 de gener de 2018 està sense servei.
| Any         | Senzill         | Anada/Tornada   | Abonament mensual   | T. 20 viatges |
| 1997 i 1998 | 225pts (1'35 €) | 350pts (2'10 €) | 3.000 pts (18'03 €) | -             |
| 1999        | 250pts (1'50 €) | 375pts (2'25 €) | 3.100 pts (18'63 €) | -             |
| 2008        | 2'60 €          | 3'90 €          | -                   | 25 €          |
| 2017        | 5'50 €          |                 |                     |               |

### Telefèric de Montjuïc
El telefèric de Montjuïc té títols de transport propis. Entre el 4 d'octubre de 2004 i el 15 de maig de 2007 va romandre tancat per renovació. Des de 2016 s'aplica un 10% de descompte als bitllets d'anada i tornada comprats on-line.
| Any         | Senzill infantil | Senzill adult   | Anada/Tornada infantil | Anada/Tornada adult |
| 1997        | -                | 400pts (2'40 €) | 450pts (2'70 €)        | 600pts (3'61 €)     |
| 1998        | -                | 425pts (2'55 €) | 475pts (2'85 €)        | 625pts (3'76 €)     |
| 1999        | -                | 450pts (2'70 €) | 500pts (3 €)           | 650pts (3'91 €)     |
| 2007        | 5'75 €           | 7'50 €          |                        |                     |
| 2008        | 4'50 €           | 5'70 €          | 6 €                    | 7'90 €              |
| 2014        | 5'80 €           | 7'50 €          | 7'80 €                 | 10'80 €             |
| 2015        | 6 €              | 7'80 €          | 8'40 €                 | 11'50 €             |
| 2016        | 6'20 €           | 8 €             | 8'80 €                 | 12 €                |
| 2017        |                  |                 | 9 €                    | 12'50 €             |
| 2018 i 2019 | 6'60 €           | 8'40 €          | 9'20 €                 | 12'70 €             |
| 2020 i 2021 | 7'10 €           | 8'90 €          | 9'70 €                 | 13'50 €             |
| 2022        | 7'50 €           | 9'40 €          | 10'20 €                | 14'20 €             |
| 2023        | 8 €              | 10 €            | 11 €                   | 15 €                |
| 2024        | 8'50 €           | 10'50 €         | 11'60 €                | 16 €                |
| 2025        | 9 €              | 11 €            | 12 €                   | 17 €                |

### T-4
| Any                                  | Zona 1          |
| 1987                                 | 150pts (0'90 €) |
| 1989                                 | 175pts (1'05 €) |
| 1990                                 | 190pts (1'14 €) |
| 1991                                 | 210pts (1'26 €) |
| 1992                                 | 250pts (1'50 €) |
| 1993                                 | 300pts (1'80 €) |
| 1994                                 | 315pts (1'89 €) |
| 1995                                 | 325pts (1'95 €) |
| 1996                                 | 335pts (2'01 €) |
| 1997                                 | 345pts (2'07 €) |
| 1998                                 | 350pts (2'10 €) |
| 1999                                 | 355pts (2'13 €) |
| 2000                                 | 360pts (2'16 €) |
| 2007                                 | 2'20 €          |
| 2008                                 | 3'05 €          |
| 2022 (gener)                         | 4 €             |
| 2022 (setembre), 2023 i 2024 (gener) | 2 €             |
| 2024 (agost)                         | 2'10 €          |

### TC-Dia
| Any  | Zona 1 |
| 2008 | 7 €    |

## Antics títols

### T-1
La T-1 va ser una targeta de transport multipersonal que permetia fer 10 viatges al bus i metro de TMB i les línies urbanes (U6 i U7) d'FGC. El 15 de gener de 2001 va ser substituïda pel títol integrat de l'ATM T-10.
| Any  | Zona 1          |
| 1991 | 450pts (2'70 €) |
| 1992 | 510pts (3'07 €) |
| 1993 | 590pts (3'55 €) |
| 1994 | 625pts (3'76 €) |
| 1995 | 660pts (3'97 €) |
| 1996 | 700pts (4'21 €) |
| 1997 | 740pts (4'45 €) |
| 1998 | 775pts (4'66 €) |
| 1999 | 795pts (4'78 €) |
| 2000 | 825pts (4'96 €) |

### T-2
La T-2 va ser una targeta de transport multipersonal que permetia fer 10 viatges al metro de TMB i les línies urbanes (U6 i U7) d'FGC. Des de l'inici de 1998, el transbord entre metro i FGC era gratuït en un temps d'una hora.
| Any  | Zona 1          |
| 1987 | 290pts (1'74 €) |
| 1989 | 325pts (1'95 €) |
| 1990 | 365pts (2'19 €) |
| 1991 | 400pts (2'40 €) |
| 1992 | 460pts (2'76 €) |
| 1993 | 560pts (3'37 €) |
| 1994 | 600pts (3'60 €) |
| 1995 | 640pts (3'85 €) |
| 1996 | 680pts (4'09 €) |
| 1997 | 720pts (4'33 €) |
| 1998 | 760pts (4'57 €) |
| 1999 | 790pts (4'75 €) |

### T-3
La T-3 va ser una targeta de transport que permetia fer 10 viatges al metro de TMB i les línies de bus urbanes. Va desaparèixer el 28 de febrer de 1993.
| Any  | Zona 1          |
| 1987 | 490pts (2'94 €) |
| 1989 | 545pts (3'27 €) |
| 1990 | 600pts (3'61 €) |
| 1991 | 650pts (3'90 €) |
| 1992 | 700pts (4'21 €) |

### T-5
La T-5 va ser una targeta de transport que permetia fer 10 viatges al metro de TMB i les línies de bus urbanes interurbanes.
| Any  | Zona 1          |
| 1987 | 675pts (4'06 €) |

### T-6
La T-6 va ser una targeta de transport que permetia fer 10 viatges al metro de TMB i les línies de bus interurbanes per a municipis no controntants amb el de Barcelona.
| Any  | Zona 1          |
| 1987 | 900pts (5'41 €) |

### T-10x2
La tarjeta T-10x2 va ser el primer títol integrat entre bus de TMB, metro i FGC urbà que permetía fer 10 viatges amb un temps de transbord de 1 hora i quart. Va estar en actiu des de l'1 de gener de 1999 fins al 14 de gener de 2001, que va ser substituïda per la T-10.
| Any  | Zona 1            |
| 1999 | 1.300pts (7'81 €) |
| 2000 | 1.325pts (7'96 €) |

### Targeta 7/20
La Targeta 7/20 va ser una targeta de transport que permetia fer 20 viatges durant 7 dies. Proposada per l'any 1991, només va posar-se en circulació l'any 1992.
| Any  | Zona 1          |
| 1991 | 760pts (4'57 €) |
| 1992 | 850pts (5'11 €) |

### T-50/30
La T-50/30 va ser una targeta de transport unipersonal que permetia fer 50 viatges durant 30 dies consecutius al metro de TMB i les línies urbanes (U6 i U7) d'FGC. Va estar en actiu des del 2 de gener de 1993 fins al 14 de gener de 2001, que va passar a ser un títol integrat de l'ATM. Des de l'inici de 1998, el transbord entre metro i FGC era gratuït en un temps d'una hora.
| Any  | Zona 1             |
| 1993 | 2.450pts (14'72 €) |
| 1994 | 2.600pts (15'63 €) |
| 1995 | 2.750pts (16'53 €) |
| 1996 | 2.900pts (17'43 €) |
| 1997 | 3.075pts (18'48 €) |
| 1998 | 3.175pts (19'08 €) |
| 1999 | 3.350pts (20'13 €) |
| 2000 | 3.500pts (21'03 €) |

### Passi temporal
| Any  | 1 dia           | 2 dies          | 5 dies            |
| 1989 | 275pts (1'65 €) | 775pts (4'66 €) | 1.100pts (6'61 €) |
| 1990 | 300pts (1'80 €) | 850pts (5'11 €) | 1.200pts (7'21 €) |

### T-Dia
La T-Dia va ser una targeta de transport unipersonal que permetia fer viatges il·limitats durant un dia natural al bus i metro de TMB, bus d'EMT i les línies urbanes (U6, U7 i fins Cornellà) d'FGC. Va estar en actiu des de l'1 de febrer de 1993 fins al 14 de gener de 2001, que va passar a ser un títol integrat de l'ATM. Des de l'inici de 1998, el transbord entre metro i FGC era gratuït en un temps d'una hora.
| Any  | Zona 1          |
| 1993 | 400pts (2'40 €) |
| 1994 | 435pts (2'61 €) |
| 1995 | 450pts (2'70 €) |
| 1996 | 500pts (3 €)    |
| 1997 | 550pts (3'31 €) |
| 1998 | 575pts (3'46 €) |
| 1999 | 600pts (3'61 €) |
| 2000 | 625pts (3'76 €) |

### Abonament 3/5 dies
L'Abonament 3 dies i l'Abonament 5 dies varen ser una targeta de transport unipersonal que permetia fer viatges il·limitats durant 3 o 5 dies consecutius al bus i metro de TMB. També tenia una solució combinada que oferia un viatge d'anada i tornada amb l'Aerobús.
| Any  | 3 dies            | 3 dies + Aerobús   | 5 dies             | 5 dies + Aerobús   |
| 1998 | 1.350pts (8'11 €) | 1.900pts (11'42 €) | 2.000pts (12'02 €) | 2.400pts (14'42 €) |
| 1999 | 1.450pts (8'71 €) |                    | 2.150pts (12'92 €) |                    |

### Abonament mensual
Va desaparèixer el 28 de febrer de 1993, quedant substiuïda per la T-Mes.
| Any  | Metro              | Metro i FGC urbà   | Estudiants i menors 16 anys (bus i metro) |
| 1987 | 2.450pts (14'72 €) | -                  | 3.300pts (19'83 €)                        |
| 1989 | 2.750pts (16'53 €) | -                  | 3.625pts (21'79 €)                        |
| 1990 | 2.925pts (17'58 €) | -                  | 3.850pts (23'14 €)                        |
| 1991 | 3.150pts (18'93 €) | 4.500pts (27'05 €) | 4.200pts (25'24 €)                        |
| 1992 | 3.100pts (18'63 €) | 4.200pts (25'24 €) | 4.200pts (25'24 €)                        |

### T-Mes
La T-Mes va ser una targeta de transport unipersonal i nominal que permetia fer viatges il·limitats durant un mes (des del dia 20 al 19 del mes següent) al bus i metro de TMB, bus d'EMT i les línies urbanes (U6 i U7) d'FGC. Va estar en actiu des del 20 de gener de 1993 fins al 31 de desembre de 2000, que va passar a ser un títol integrat de l'ATM. Des de l'inici de 1998, el transbord entre metro i FGC era gratuït en un temps d'una hora.
| Any  | Zona 1             |
| 1993 | 3.900pts (23'44 €) |
| 1994 | 4.200pts (25'24 €) |
| 1995 | 4.475pts (26'90 €) |
| 1996 | 4.750pts (28'55 €) |
| 1997 | 5.075pts (30'50 €) |
| 1998 | 5.550pts (33'06 €) |
| 1999 | 5.450pts (32'76 €) |
| 2000 | 5.550pts (33'36 €) |

### Funicular de Montjuïc
Fins a l'any 2001, el funicular de Montjuïc tenía unes tarifes pròpies. A partir de llavors, va quedar integrat amb els bitllets integrats de l'ATM.
| Any  | Senzill adult laborables | Senzill adult festius | Anada/Tornada   |
| 1987 | 60pts (0'36 €)           | 65pts (0'39 €)        | 65pts (0'39 €)  |
| 1989 | 70pts (0'42 €)           | 75pts (0'45 €)        | -               |
| 1990 | 75pts (0'45 €)           | 75pts (0'45 €)        | -               |
| 1997 | 200pts (1'20 €)          | 200pts (1'20 €)       | 350pts (2'10 €) |
| 1998 | 215pts (1'29 €)          | 215pts (1'29 €)       | 375pts (2'25 €) |
| 1999 | 225pts (1'35 €)          | 225pts (1'35 €)       | 375pts (2'25 €) |